# Olympische Winterspiele 2010/Rennrodeln
Bei den XXI. Olympischen Winterspielen 2010 in Vancouver fanden drei Wettbewerbe im Rennrodeln statt. Austragungsort war das Whistler Sliding Centre in Whistler, rund 125 km nördlich von Vancouver. Überschattet wurden die Wettbewerbe vom tödlichen Trainingsunfall des Georgiers Nodar Kumaritaschwili.

## Bilanz

### Medaillenspiegel

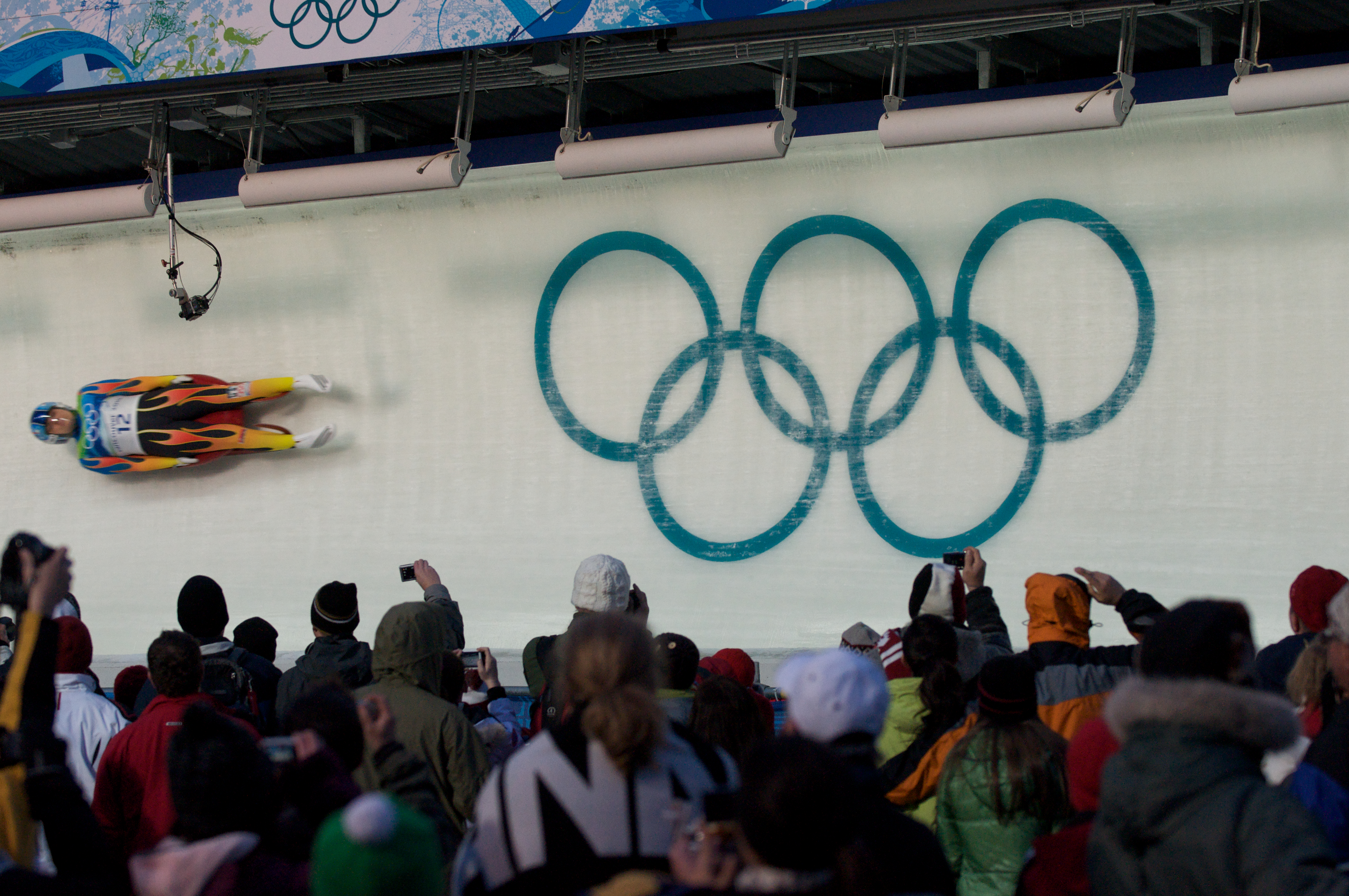
Die US-Amerikanerin Julia Clukey im Eiskanal von Whistler

| Platz | Land        | Gold | Silber | Bronze | Gesamt |
| ----- | ----------- | ---- | ------ | ------ | ------ |
| 1     | Deutschland | 2    | 1      | 2      | 5      |
| 2     | Österreich  | 1    | 1      | –      | 2      |
| 3     | Lettland    | –    | 1      | –      | 1      |
| 4     | Italien     | –    | –      | 1      | 1      |

### Medaillengewinner
| Konkurrenz       | Gold                            | Silber                  | Bronze                          |
| ---------------- | ------------------------------- | ----------------------- | ------------------------------- |
| Einsitzer Männer | Felix Loch                      | David Möller            | Armin Zöggeler                  |
| Einsitzer Frauen | Tatjana Hüfner                  | Nina Reithmayer         | Natalie Geisenberger            |
| Doppelsitzer     | Andreas Linger, Wolfgang Linger | Andris Šics, Juris Šics | Patric Leitner, Alexander Resch |

## Sicherheitsdiskussion und tödlicher Unfall
Das Whistler Sliding Centre, das speziell für die Olympischen Winterspiele gebaut wurde, war erstmals im Rennrodel-Weltcup 2008/09 Teil des Rennkalenders. Bei den ersten Wettkämpfen zeigte sich, dass die ursprünglich geplante Höchstgeschwindigkeit von etwa 135 km/h deutlich überschritten wurde. Der zweimalige Weltmeister aus Deutschland, Felix Loch, kam auf eine Geschwindigkeit von fast 154 km/h, was in dieser Hinsicht einen neuen Weltrekord bedeutete. Auf keiner anderen Rodelbahn war je ein Athlet schneller gefahren. Viele Sportler äußerten sich im Vorfeld der Spiele kritisch, so etwa der Deutsche David Möller, der die Geschwindigkeitsrekorde kommentierte: „In Whistler sind wir an einem Punkt angekommen, wo umgedacht werden muss. Sonst haben wir bald keine Sportler mehr, die da runterfahren.“ Auch der italienische Titelverteidiger Armin Zöggeler zeigte ähnliche Bedenken; die Sportler seien „ganz oben angelangt“, es werde enorm viel abverlangt.
In den Trainings zum Einsitzerwettkampf der Männer wurde Lochs Höchstgeschwindigkeit vom Österreicher Manuel Pfister noch einmal knapp verbessert, er war um 0,02 km/h schneller. Armin Zöggeler erklärte, er habe sein Maximum bezüglich der Schnelligkeit noch nicht ausgereizt. Er sei sicher, er werde bei den Wettkämpfen mehr als 155 Kilometer pro Stunde erreichen. Weitere Sportler schätzten die Geschwindigkeit, die bei den Wettkämpfen erreicht werden würde, auf 156 oder 157 Kilometer in der Stunde.
Während des Abschlusstrainings verunglückte der georgische Rodler Nodar Kumaritaschwili tödlich, als er nach der letzten Kurve gegen einen ungeschützten Stahlträger der Bahnüberdachung prallte. Kumaritaschwilis Tod verschärfte die bereits zuvor geführten Diskussionen um die Sicherheit der Rodelbahn. Der Präsident des internationalen Rennrodelverbandes FIL, Josef Fendt, kritisierte das Sliding Centre als zu schnell – insbesondere die Tatsache, dass die geplante Höchstgeschwindigkeit von 137 Kilometer pro Stunde um fast 20 Kilometer pro Stunde überschritten werde. Konsequenzen bezüglich des Zeitplans zog der tödliche Unfall nicht nach sich. Die FIL teilte wenige Stunden danach mit, dass die weiteren Trainings und der Männerwettbewerb wie geplant stattfinden könnten. Allerdings fiel der Beschluss, das Eisprofil zu ändern; es wurden eine zusätzliche Schutzwand aus Holz im Zielbereich errichtet und die Renndistanzen verkürzt. So gingen die Männer vom Damenstart aus ins Rennen, außerdem schob man zwei zusätzliche Trainingsläufe ein. Die Damen und Doppelsitzer starteten vom Starthaus der Junioren.

## Ergebnisse
(alle Laufzeiten in Sekunden, Gesamtzeiten in Minuten)

### Einsitzer Männer
| Platz | Land | Sportler           | 1. Lauf | 2. Lauf | 3. Lauf | 4. Lauf | Gesamt   |
| ----- | ---- | ------------------ | ------- | ------- | ------- | ------- | -------- |
| 1     | GER  | Felix Loch         | 48,168  | 48,402  | 48,344  | 48,171  | 3:13,085 |
| 2     | GER  | David Möller       | 48,341  | 48,511  | 48,582  | 48,330  | 3:13,764 |
| 3     | ITA  | Armin Zöggeler     | 48,473  | 48,529  | 48,914  | 48,459  | 3:14,375 |
| 4     | RUS  | Albert Demtschenko | 48,590  | 48,579  | 48,769  | 48,467  | 3:14,405 |
| 5     | GER  | Andi Langenhan     | 48,629  | 48,658  | 48,869  | 48,473  | 3:14,629 |
| 6     | AUT  | Daniel Pfister     | 48,583  | 48,707  | 48,883  | 48,553  | 3:14,726 |
| 7     | CAN  | Samuel Edney       | 48,754  | 48,793  | 48,920  | 48,373  | 3:14,840 |
| 8     | USA  | Tony Benshoof      | 48,657  | 48,747  | 49,010  | 48,714  | 3:15,128 |
| 9     | AUT  | Wolfgang Kindl     | 48,707  | 48,755  | 49,080  | 48,673  | 3:15,215 |
| 10    | AUT  | Manuel Pfister     | 48,677  | 48,835  | 49,064  | 48,693  | 3:15,269 |
|       |      |                    |         |         |         |         |          |
| 17    | ITA  | David Mair         | 48,978  | 48,989  | 49,387  | 48,845  | 3:16,199 |
| 21    | ITA  | Reinhold Rainer    | 48,846  | 49,065  | 49,416  | 49,007  | 3:16,334 |
| 32    | SUI  | Stefan Höhener     | 48,728  | 53,838  | 49,559  | 48,713  | 3:20,838 |

1. und 2. Lauf: 13. Februar 2010 (17:00 Uhr bzw. 19:10 Uhr) 

3. und 4. Lauf: 14. Februar 2010 (13:00 Uhr bzw. 15:10 Uhr)
38 Teilnehmer aus 22 Ländern, alle in der Wertung.

### Einsitzer Frauen
| Platz | Land | Sportlerin           | 1. Lauf | 2. Lauf | 3. Lauf | 4. Lauf | Gesamt   |
| ----- | ---- | -------------------- | ------- | ------- | ------- | ------- | -------- |
| 1     | GER  | Tatjana Hüfner       | 41,760  | 41,481  | 41,666  | 41,617  | 2:46,524 |
| 2     | AUT  | Nina Reithmayer      | 41,728  | 41,563  | 41,884  | 41,839  | 2:47,014 |
| 3     | GER  | Natalie Geisenberger | 41,743  | 41,657  | 41,800  | 41,901  | 2:47,101 |
| 4     | RUS  | Tatjana Iwanowa      | 41,816  | 41,601  | 41,914  | 41,850  | 2:47,181 |
| 5     | GER  | Anke Wischnewski     | 41,785  | 41,685  | 41,894  | 41,889  | 2:47,253 |
| 6     | RUS  | Alexandra Rodionowa  | 41,828  | 41,731  | 41,984  | 41,913  | 2:47,456 |
| 7     | SUI  | Martina Kocher       | 42,005  | 41,697  | 41,976  | 41,897  | 2:47,575 |
| 8     | POL  | Ewelina Staszulonek  | 41,975  | 41,816  | 41,948  | 41,882  | 2:47,621 |
| 9     | LAT  | Maija Tīruma         | 41,773  | 41,933  | 42,012  | 41,936  | 2:47,654 |
| 10    | RUS  | Natalja Chorjowa     | 41,932  | 41,785  | 42,175  | 42,092  | 2:47,984 |
|       |      |                      |         |         |         |         |          |
| 12    | AUT  | Veronika Halder      | 42,015  | 41,881  | 42,078  | 42,143  | 2:48,117 |
| 20    | ITA  | Sandra Gasparini     | 42,339  | 42,161  | 42,881  | 42,621  | 2:50,002 |

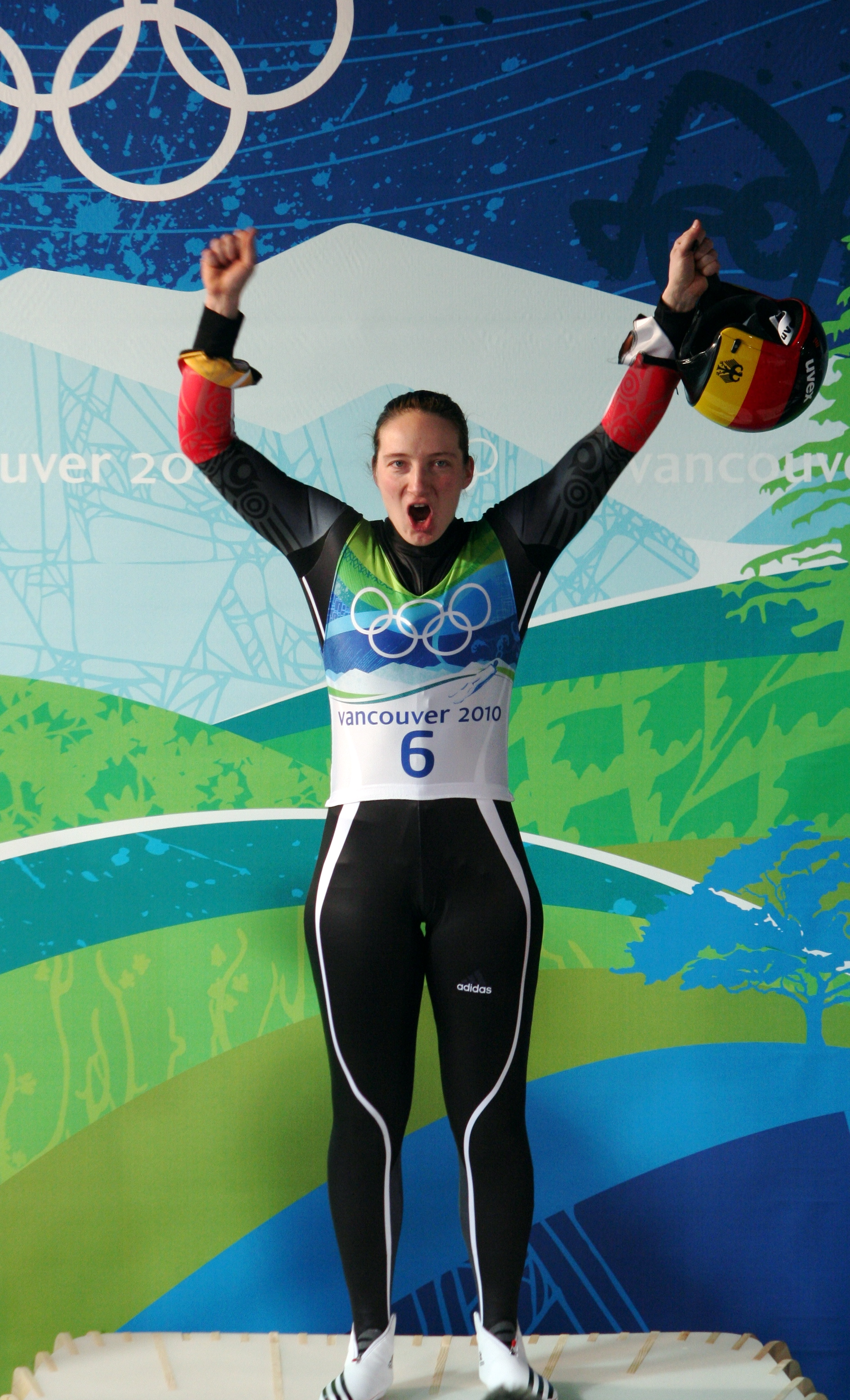
Tatjana Hüfner nach dem Gewinn der Goldmedaille

1. und 2. Lauf: 15. Februar 2010 (17:00 Uhr bzw. 18:50 Uhr) 

3. und 4. Lauf: 16. Februar 2010 (13:00 Uhr bzw. 14:50 Uhr)
29 Teilnehmerinnen aus 13 Ländern, davon 27 in der Wertung.

### Doppelsitzer
| Platz | Land | Sportler                                   | 1. Lauf | 2. Lauf | Gesamt   |
| ----- | ---- | ------------------------------------------ | ------- | ------- | -------- |
| 1     | AUT  | Wolfgang Linger, Andreas Linger            | 41,332  | 41,373  | 1:22,705 |
| 2     | LAT  | Andris Šics, Juris Šics                    | 41,420  | 41,549  | 1:22,969 |
| 3     | GER  | Patric Leitner, Alexander Resch            | 41,566  | 41,474  | 1:23,040 |
| 4     | ITA  | Christian Oberstolz, Patrick Gruber        | 41,527  | 41,585  | 1:23,112 |
| 5     | GER  | André Florschütz, Torsten Wustlich         | 41,545  | 41,645  | 1:23,190 |
| 6     | USA  | Dan Joye, Christian Niccum                 | 41,602  | 41,689  | 1:23,291 |
| 7     | CAN  | Chris Moffat, Mike Moffat                  | 41,675  | 41,723  | 1:23,398 |
| 8     | AUT  | Markus Schiegl, Tobias Schiegl             | 41,727  | 41,801  | 1:23,528 |
| 9     | ITA  | Oswald Haselrieder, Gerhard Plankensteiner | 41,789  | 41,860  | 1:23,649 |
| 10    | RUS  | Wladimir Machnutin, Wladislaw Juschakow    | 41,798  | 41,948  | 1:23,746 |

Datum: 17. Februar 2010, 17:00 Uhr (1. Lauf), 18:30 Uhr (2. Lauf)
20 Teams aus 11 Ländern, alle in der Wertung.